# Орестиз (Индијана)
Орестиз (енгл. Orestes) град је у америчкој савезној држави Индијана.

## Демографија
По попису из 2010. године број становника је 414, што је 80 (24,0%) становника више него 2000. године.
| Група             | 2000.       | 2010.       |
| Белци             | 321 (96,1%) | 390 (94,2%) |
| Афроамериканци    | 1 (0,3%)    | 1 (0,2%)    |
| Азијати           | 1 (0,3%)    | 0 (0,0%)    |
| Хиспаноамериканци | 11 (3,3%)   | 20 (4,8%)   |
| Укупно            | 334         | 414         |